# 杨军 (1965年)
杨军（1965年10月—），吉林敦化人，汉族，中国共产党党员。中华人民共和国政治人物、第十三届全国人民代表大会安徽省代表。

## 生平
2018年，杨军被选为安徽省出席第十三届全国人民代表大会代表。